# Jack van Poll
Jack van Poll (Roosendaal, 29 november 1934 – Antwerpen, 4 december 2022) was een Nederlandse jazzmusicus, arrangeur, componist, muziekproducent en clubeigenaar.

## Carrière
Van Poll begon op 4-jarige leeftijd piano te spelen. Na het einde van de Tweede Wereldoorlog begon hij zich, beïnvloed door V-Discs en de radio-uitzendingen van de Amerikaanse soldatenzender AFN, voor bop te interesseren. Al in 1946 trad hij met zijn trio The Rose Valley's op tijdens een jazztreffen in Amsterdam. Als autodidact richtte hij zijn aandacht vooreerst op de sopraansaxofoon en vervolgens was Sidney Bechet zijn voorbeeld. Hij studeerde aan de werkkunstschool in Wuppertal. Met de tenorsaxofoon richtte hij zijn aandacht op de cooljazz. Hij werd bekend als pianist in de stijl van Oscar Peterson en begeleidde tijdens de jaren 1950 in Nederland en België Amerikaanse artiesten als Don Byas, Ben Webster, Johnny Griffin, Clark Terry, Tony Scott, Ted Curson en Buddy DeFranco. Als tenorsaxofonist was hij lid van het Horst Richter Sextet, dat in 1956 optrad tijdens het Düsseldorfer Amateurfestival.
In hetzelfde jaar nam hij als pianist, naast Ingfried Hoffmann, Horst Jankowski en Klaus Doldinger het album Piano Profiles op. Daarna toerde hij meermaals door West-Duitsland. Tijdens het Düsseldorfer Festival, dat jaarlijks door de Deutsche Jazz Föderation als wedstrijd uitgevoerd werd, kreeg hij in 1962 de eerste prijs en werd zijn Tree-oh (met drummer Dieter Flimm) onderscheiden als beste orkest in de moderne stijl. Eind jaren 1960 en begin jaren 1970 leidde hij een trio met Mary Hehuat en Ruud Pronk, later met John Engels, waarmee hij meerdere albums opnam. In 1970 haalde Etienne Verschueren hem bij opnamen met het BRT-Radio Jazz Orkest, die werden uitgebracht als het album Injacktion. Eind jaren 1970 opende hij in Antwerpen zijn eigen September Jazz Club. In 1984 richtte hij het label September Jazz Records op.
In 1985 toerde hij met de Lionel Hampton Band en was hij voor de eerste keer gast- en begeleidingsmuzikant van Dee Dee Bridgewater in New York. Tijdens de jaren 1980 vormden met zijn overeenstemming Hein van de Geyn en Dré Pallemaerts resp. Red Mitchell en Ed Thigpen het ritmisch gedeelte. Ook begeleidde hij met zijn trio talrijke zangers als Leddy Wessel, Dee Daniels, Lils Mackintosh, Deborah Brown, Mark Murphy en David Linx. Hij werkte bovendien met Jan Verwey, Spike Robinson en Stacy Rowles. Naast zijn activiteiten als muzikant, componist en songwriter had hij een eigen radioprogramma en schrijft hij voor het Vlaamse jazzmagazine Jazz Mozaiek. Vanaf 1995 woonde hij met zijn echtgenote Trudy bij Kaapstad, waar hij met Winston Mankunku en Judith Sephuma optrad en sinds 2003 in België.
Van Poll overleed enkele dagen na zijn 88e verjaardag.

## Discografie
- 1969: Hijackin'  (Decca Records, met Mary Hehuat, Ruud Pronk)
- 1988: Cat's Groove (September Records, met Red Mitchell, Ed Thigpen en Philip Catherine)
- 2014: Just Friends (Live at the Crypt) (September Records, met Hein van de Geyn)

- Bibliothèque nationale de France: cb13988234k (data)
- Gemeinsame Normdatei: 134890779
- International Standard Name Identifier: 0000 0000 5549 4264
- Library of Congress Control Number: no00043946
- MusicBrainz: 775db9fa-8076-4174-aad3-276d1d3b1e67
- Nationale Bibliotheek van Israël: 987007335735205171
- Nederlandse Thesaurus van Auteursnamen: 073110159
- Virtual International Authority File: 2011241
- WorldCat: E39PBJh4qmPc74BQvRgqkCdWjC